# Grafenwöhr

Der Wasserturm, Wahrzeichen der Stadt Grafenwöhr (1911)

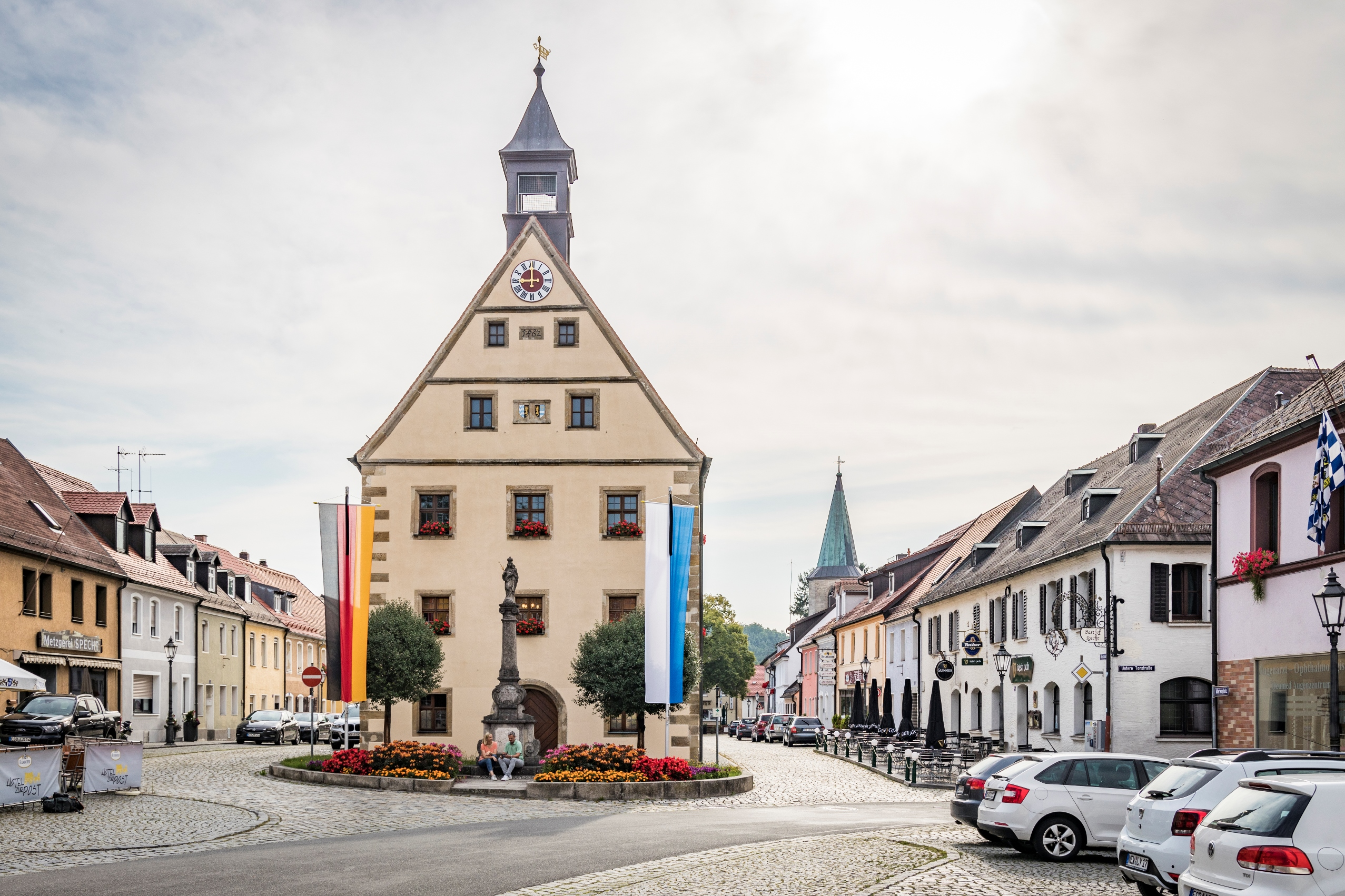
Marktplatz mit Rathaus

Grafenwöhr ist eine Stadt im Oberpfälzer Landkreis Neustadt an der Waldnaab. Die flächengrößte Gemeinde Nordbayerns ist durch den Truppenübungsplatz Grafenwöhr überregional bekannt.

## Geografie
Grafenwöhr liegt im nordwestlichen Teil der Oberpfalz und damit im Oberpfälzischen Hügelland.

### Gemeindegliederung
Es gibt elf Gemeindeteile (in Klammern ist der Siedlungstyp angegeben):
- Bruckendorfgmünd (Dorf)
- Dorfgmünd (Kirchdorf)
- Gößenreuth (Dorf)
- Grafenwöhr (Hauptort)
- Grub (Einöde)
- Hammergmünd (Dorf)
- Hütten (Kirchdorf)
- Josephsthal (Einöde)
- Kollermühle (Einöde)
- Moos (Einöde)
- Rosenhof (Stadtteil)

### Truppenübungsplatz
Der größte Teil des Truppenübungsplatzes gehört heute zum Stadtgebiet. Das ehemals gemeindefreie Gebiet Truppenübungsplatz Grafenwöhr mit einer Fläche von 8749,97 Hektar, das die 1938/39 aufgelösten Gemeinden Haag, Höhenberg, Hopfenohe, Kaundorf, Leuzenhof, Nunkas, Oberfrankenohe und Pappenberg umfasste, wurde am 1. Juli 1978 vollständig in das Stadtgebiet eingegliedert und das gemeindefreie Gebiet damit aufgelöst. Der Truppenübungsplatz wird von der US-Armee Garnison Bavaria verwaltet.

### Nachbargemeinden
| Kirchenthumbach           | Eschenbach i.d. Oberpfalz | Pressath      |
| Auerbach in der Oberpfalz | Kompass                   | Schwarzenbach |
| Königstein                | Vilseck                   | Mantel        |

## Geschichte

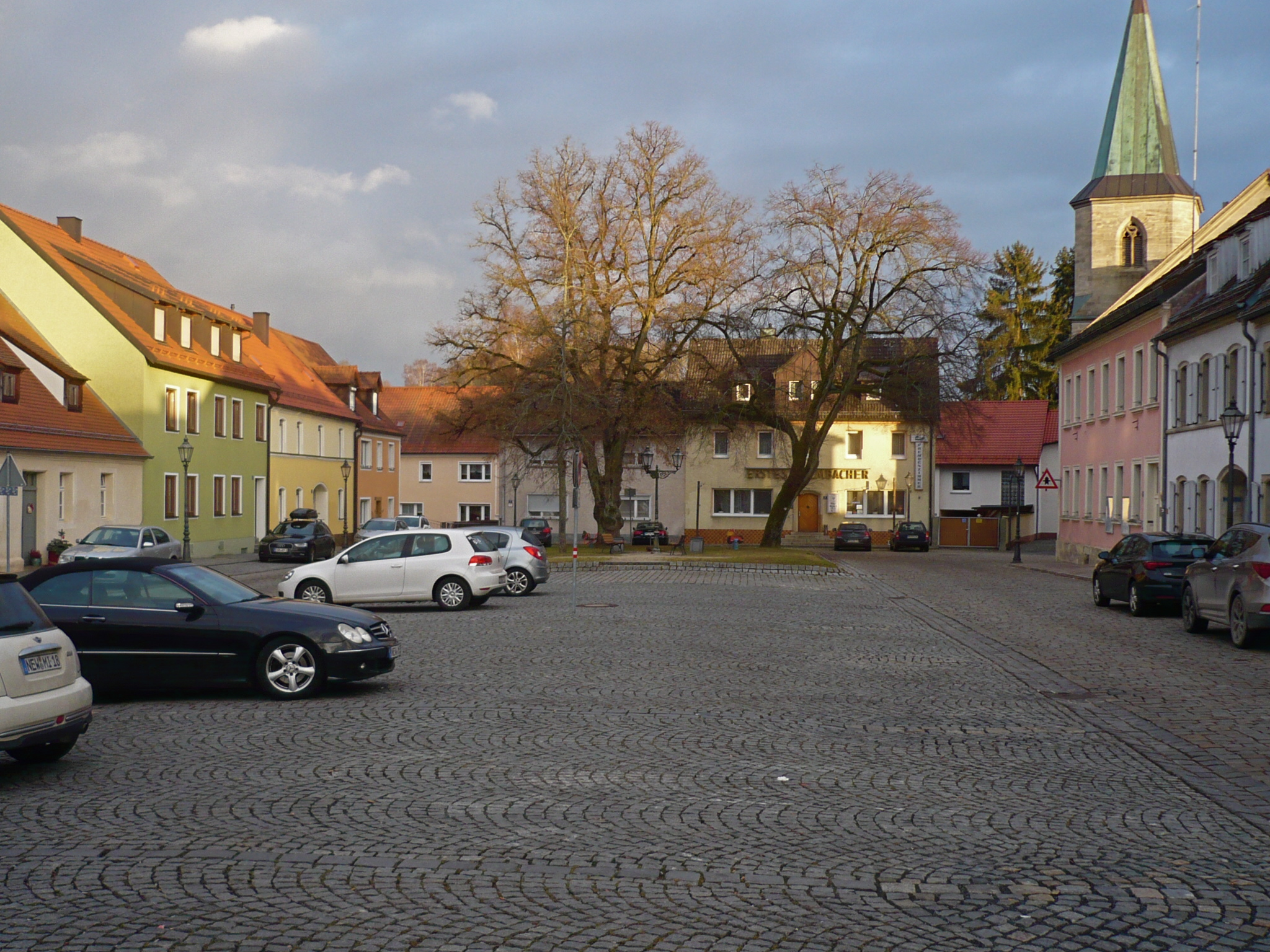
Marktplatz, Blickrichtung Osten

### Bis zum 19. Jahrhundert
Die Stadtgründung erfolgte im Jahr 1361. Bis 1421 stand Grafenwöhr unter der Herrschaft der Landgrafen von Leuchtenberg, bis 1621/28 war es kurpfälzisch, danach wurde es kurbayerisch. In Grafenwöhr (am Weiher) wird im 16. und 17. Jahrhundert ein Blechhammer genannt. Der Ort wird als Bodendenkmal unter der Aktennummer D-3-6236-0016 im Bayernatlas als „untertägige mittelalterliche und frühneuzeitliche Befunde in der Wüstung "Weihern"“ geführt.
Seit 1732 wird der 20. Januar, der Tag des Hl. Sebastian (des Pestpatrons der Stadt), als örtlicher Feiertag/Patronatstag begangen. Bis 1900 hatte die Stadt nur 900 Einwohner.

### 20. und 21. Jahrhundert
Im 20. Jahrhundert trat unter dem Einfluss des in der Nähe befindlichen Truppenübungsplatzes (gegründet 1908) ein wirtschaftlicher Aufschwung ein. Von 1914 bis 1918 bestand auf dem Gelände des Truppenübungsplatzes das Kriegsgefangenenlager Grafenwöhr. In Grafenwöhr wurde 1944 auch die neuaufgestellte italienische Division „San Marco“ ausgebildet. Sie wurde am 18. Juli 1944 von Benito Mussolini besucht. Zudem befand sich in Grafenwöhr eine belarussische Offiziersschule, die unter dem Kommando von Barys Rahulja stand.
Grafenwöhr und das Übungsplatzgelände wurden am 5. April 1945 gegen 11 Uhr schwer bombardiert. Das Bombardement dauerte ca. 15 Minuten, dabei wurden das Heeresverpflegungsamt und der Militärbahnhof vollkommen zerstört; 74 Menschen kamen dabei ums Leben. Bereits am 8. April 1945 um 11.30 Uhr wurde Grafenwöhr ein weiteres Mal durch 203 amerikanische B17-Bomber wesentlich heftiger bombardiert. Das Ostlager Grafenwöhr wurde vollkommen zerstört. Zwei Stunden dauerte das Bombardement; dabei wurden 427,5 t Sprengbomben und 178,5 t Brandbomben abgeworfen. 210 Gebäude wurden zerstört und über 3000 Menschen wurden obdachlos. Am 19. April 1945 rückte die 11. US-Panzerdivision in Grafenwöhr ein. Einen Tag später entdeckten die Amerikaner im Waldgebiet Mark bei Grafenwöhr drei Millionen chemische Artilleriegeschosse – das größte Giftgaslager der Wehrmacht. Bei einem Bombenangriff durch die Alliierten am 5. April 1945 wurde das Lager nur knapp verfehlt. Die Menge an Giftgas hätte ausgereicht, bei einem Treffer das Leben in der gesamten Nordostoberpfalz auszulöschen. Am 21. April 1945 fand die 11. US-Panzerdivision am Truppenübungsplatz ganze Wagenladungen mit Munition und anderes Kriegsgerät.
Der Truppenübungsplatz wird derzeit von der US Army und der Bundeswehr genutzt.
Im März 2023 wurde das Baumdenkmal für die Deutsche Einheit anlässlich des 33. Jahrestages der deutschen Wiedervereinigung vom Bürgermeister Edgar Knobloch und Mitarbeitern der Stadtgärtnerei gepflanzt.

### Eingemeindungen
Im Jahr 1946 wurde ein Teil der ehemals selbständigen Gemeinde Thomasreuth eingegliedert. Am 1. Juli 1972 kamen Gmünd und Teile von Hütten, Kürmreuth und Sigras hinzu. Zum 1. Juli 1978 wurde das gemeindefreie Gebiet Truppenübungsplatz Grafenwöhr eingemeindet.

### Einwohnerentwicklung
| Jahr      | 1840 | 1871 | 1900 | 1925 | 1939 | 1950 | 1961 | 1987 | 2011 | 2012 | 2013 | 2014 | 2015 | 2016 | 2017 | 2018 | 2019 | 2022 | 2023 |
| --------- | ---- | ---- | ---- | ---- | ---- | ---- | ---- | ---- | ---- | ---- | ---- | ---- | ---- | ---- | ---- | ---- | ---- | ---- | ---- |
| Einwohner | 3948 | 4025 | 4022 | 4930 | 5113 | 5743 | 6132 | 5461 | 6449 | 6425 | 6470 | 6534 | 6521 | 6336 | 6302 | 6363 | 6383 | 6518 | 6672 |

Zwischen 1988 und 2018 wuchs die Stadt von 5759 auf 6363 um 604 Einwohner bzw. um 10,5 %.

## Politik

### Stadtrat
Der Stadtrat setzt sich aus 20 Stadtratsmitgliedern und dem Ersten Bürgermeister zusammen.
| Kommunalwahl             | 2002 | 2008 | 2014 | 2020 |
| ------------------------ | ---- | ---- | ---- | ---- |
| CSU                      | 11   | 8    | 9    | 11   |
| SPD                      | 07   | 8 1  | 6    | 5    |
| Freie Wählergemeinschaft | 02   | 3    | 3    | 4    |
| Die Linke                | 0–   | 1    | 2    | -    |
| Gesamt                   | 20   | 20   | 20   | 20   |

### Bürgermeister
Erster Bürgermeister ist seit 2014 Edgar Knobloch (CSU). Vorgänger war Helmuth Wächter (SPD).

### Wappen
| Wappen von Grafenwöhr | Blasonierung: „Gespalten; vorne die bayerische Raute, hinten in Schwarz ein rot gekrönter und bewehrter goldener Löwe.“ |
| Wappen von Grafenwöhr | Wappenbegründung: Die bayerischen Rauten und der goldene Pfälzer Löwe unterstreichen die Stadtherrschaft der Wittelsbacher. Schon das im frühen 15. Jahrhundert entstandene und in Abdruck seit 1508 bekannte Siegel zeigte dieses Schildbild, meist jedoch mit ungekröntem Löwen. In der Farbgebung traten seit dem 16. Jahrhundert verschiedene Abweichungen auf. Das hintere Feld wurde früher, dann auch von Otto Hupp rot tingiert; anlässlich der Wappenbestätigung 1819 wurde der Löwe in ein silbernes Feld gestellt. Dieses Wappen wird seit dem 15. Jahrhundert geführt. |

### Städtepartnerschaften
Seit 1995 besteht eine Städtepartnerschaft mit Grafenwörth, in Niederösterreich  (Österreich). Die Gemeinde Grafenwörth liegt an der Donau, mitten im Weinanbaugebiet Wagram, nur 45 Minuten vom Zentrum der österreichischen Hauptstadt Wien entfernt. Die bekanntesten Rebsorten  aus dem Gebiet um Wien sind Grüner Veltliner, Riesling und Roter Veltliner.

## Kultur und Sehenswürdigkeiten

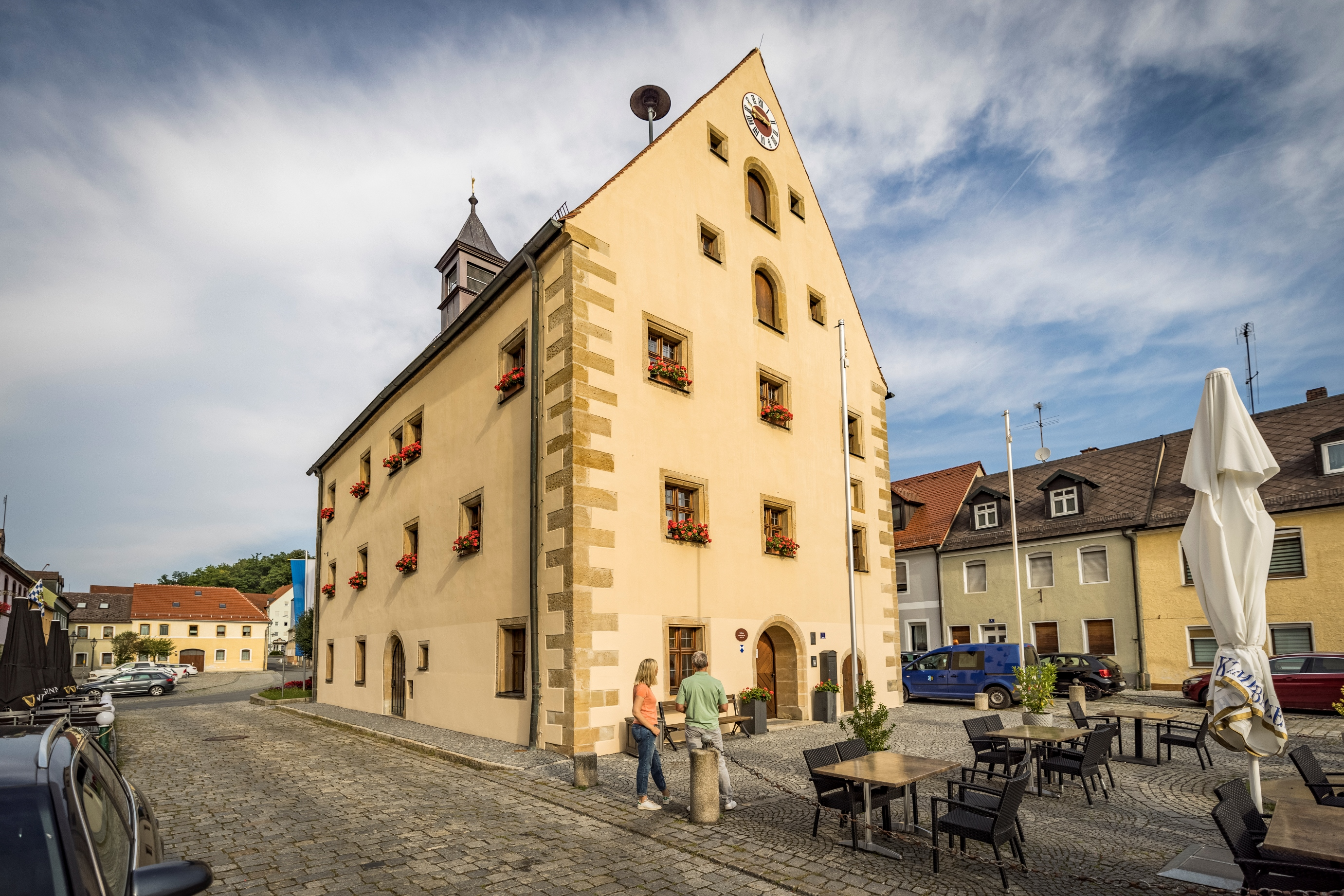
Rathaus von 1462

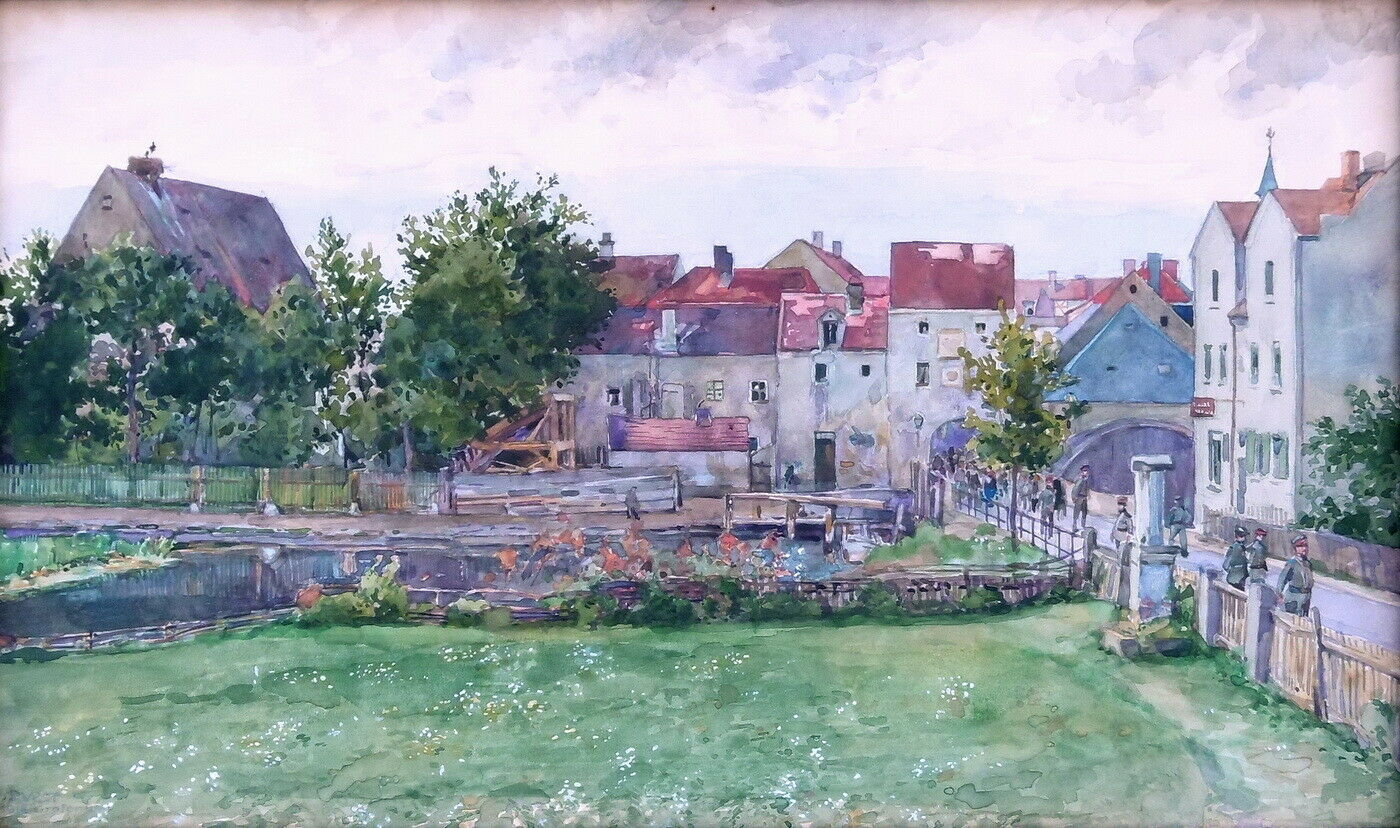
Aquarell von 1918, links der Zehentkasten

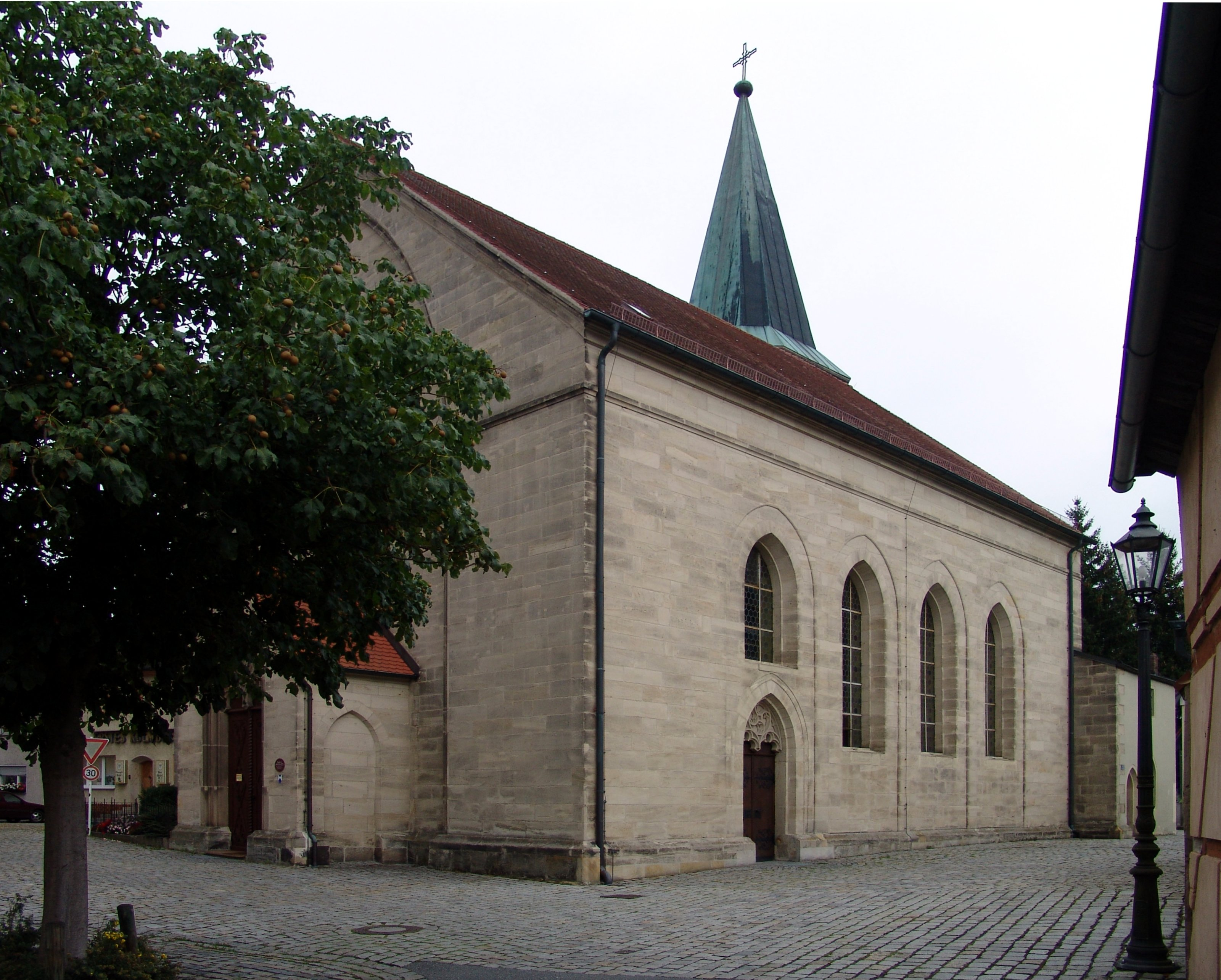
Kirche „Maria Himmelfahrt“

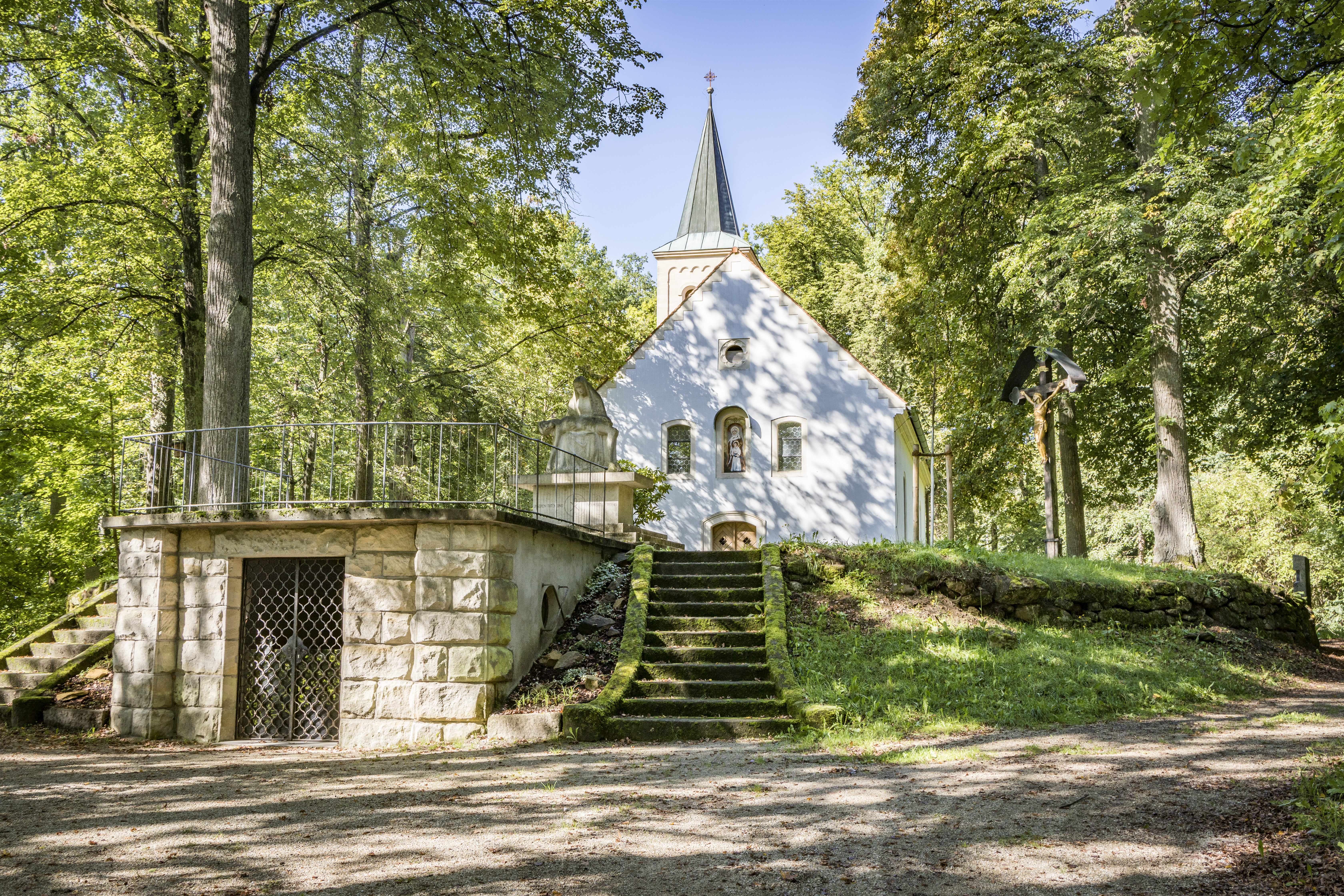
Maria-Hilf-Kirche auf dem Annaberg

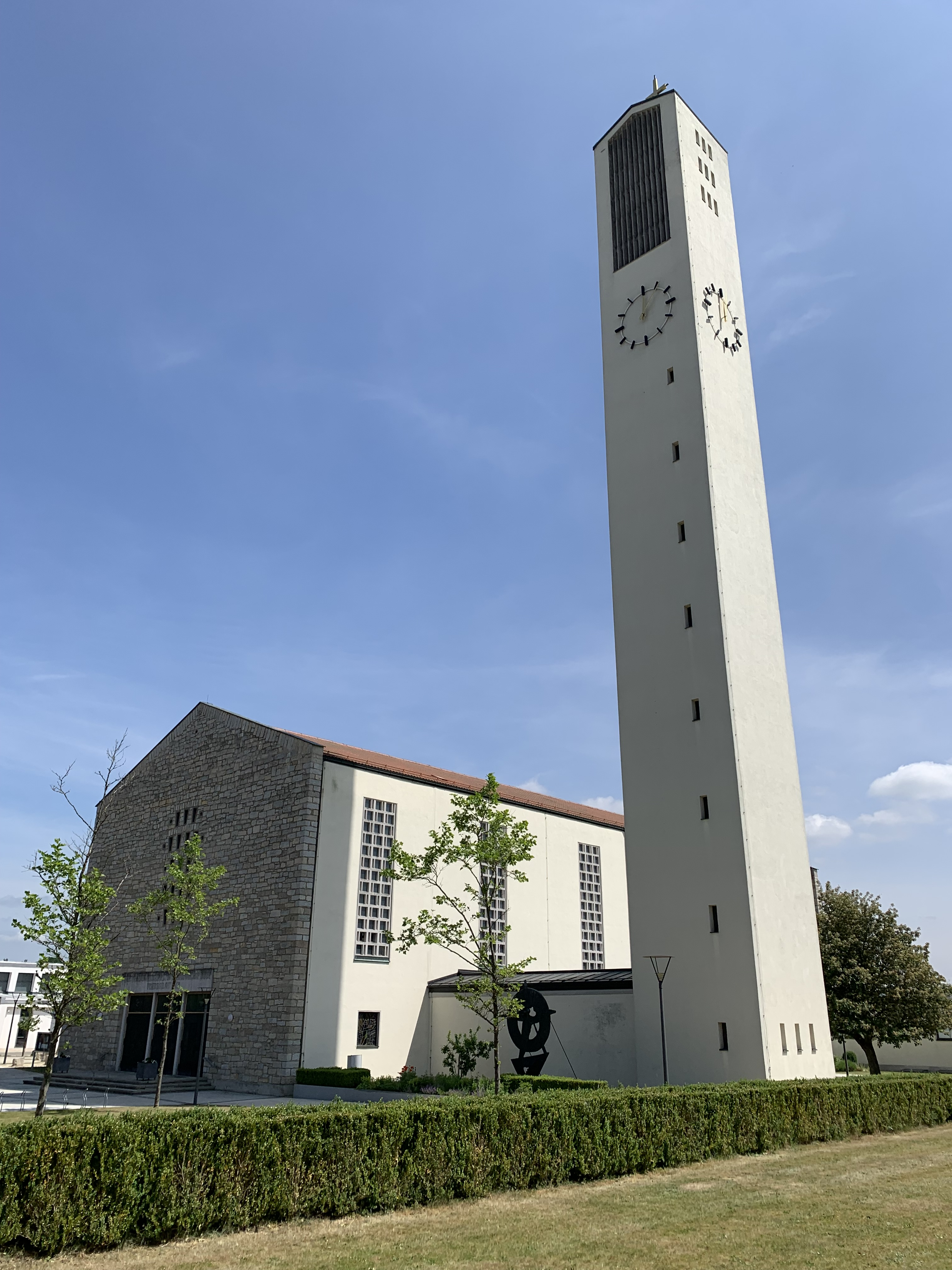
„Dreifaltigkeitskirche“

### Museen
- Kultur- und Militärmuseum Grafenwöhr mit Sonderausstellungen, 1956 im Zehentkasten eröffnet[13]

### Bauwerke
- Der bis 1911 von Wilhelm Kemmler errichtete Wasserturm ist heute ein Wahrzeichen der Stadt Grafenwöhr.[14]
- Historische Altstadt
- Spätgotisches Rathaus von 1462
- Der Zehentkasten, 1532 vom Pfleger Hans Pfeimbder als Wohnhaus auf einer Ruine errichtet, wurde im 18. Jahrhundert durch das Pflegeamt auch als Gefängnis und Getreidespeicher genutzt. 1810 wurde er an privat veräußert und 1938 von der Stadt zurückgekauft, die ihn als Treffpunkt der Hitlerjugend und in den letzten Monaten des Zweiten Weltkriegs als Schule nutzte. In der Nachkriegszeit diente er als Notunterkunft für Flüchtlinge und Ausgebombte, seit 1952 nutzt der Heimatverein das Gebäude.[13]
- Pestsäule vermutlich von 1496
- Restaurierter Teil der Stadtmauer
- Schönberg mit Naturbühne
- Kirche Maria Himmelfahrt
- Kirche zur Heiligen Dreifaltigkeit
- Annaberg mit Maria-Hilf-Kirche
- Friedhofskirche St. Ursula (1593)
- Schloss Grub, auch Hofmarkschloss genannt (1714)
- Schloss Hammergmünd (1762)

### Bodendenkmäler
- Turmhügel Hütten

### Baumdenkmal für die Deutsche Einheit
Das Baumdenkmal für die Deutsche Einheit wurde anlässlich des 33. Jahrestages der deutschen Wiedervereinigung vom Bürgermeister Edgar Knobloch und Mitarbeitern der Stadtgärtnerei zwischen Gründerzentrum und Fahrradweg nach Gmünd im März 2023 gepflanzt.

### Feste und Veranstaltungen
Deutsch-Amerikanisches Volksfest

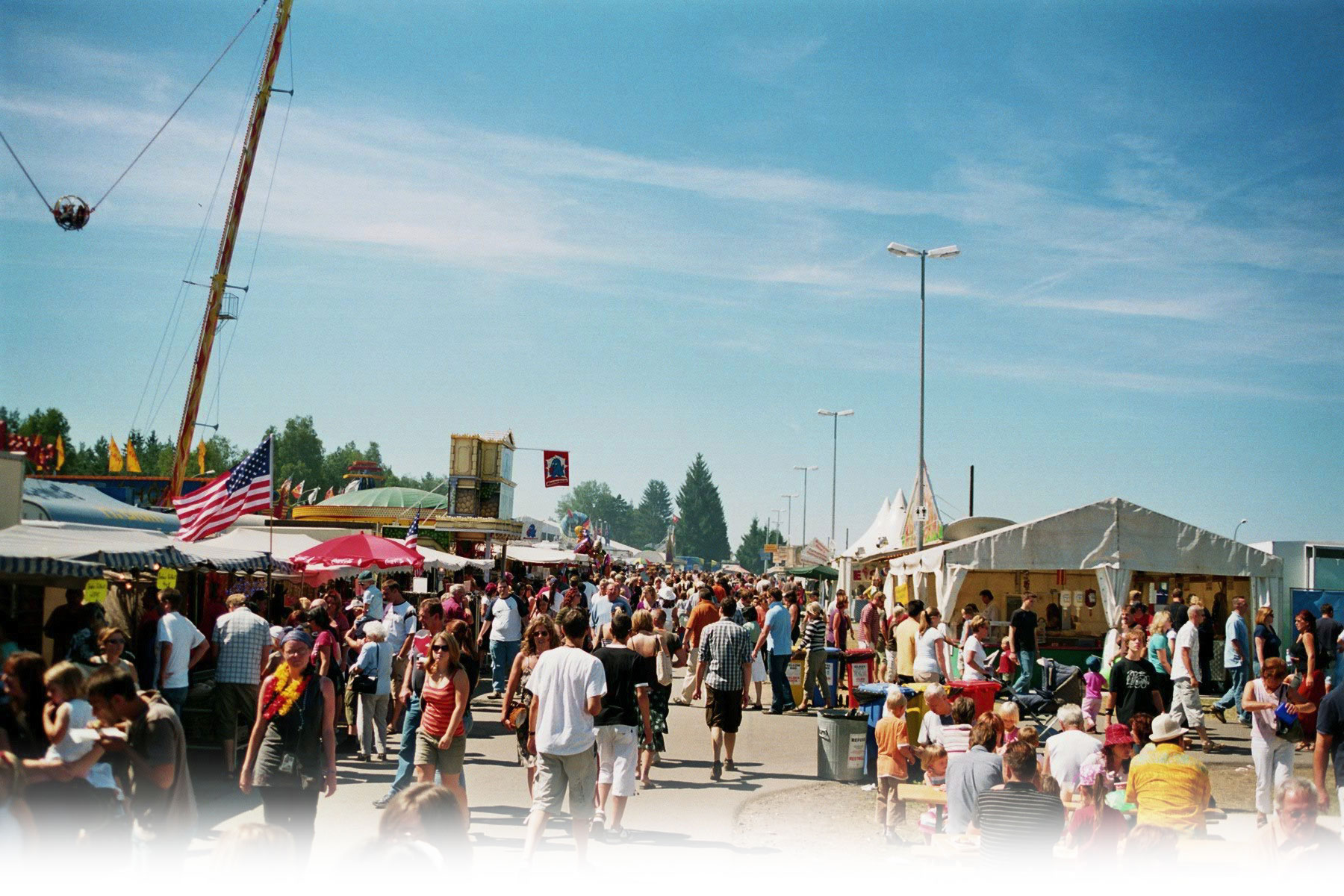

Jedes Jahr findet Anfang August das Deutsch-Amerikanische Volksfest auf dem Truppenübungsplatz Grafenwöhr statt. Die Veranstaltung ist ein Besuchermagnet für die gesamte Region und zählt in drei Tagen einen Zuspruch von weit mehr als 100.000 Personen. Im Jahr 2013 aus Budgetmangel durch die US-Armee abgesagt, lag die Absage 2020 und 2021 an der Corona-Pandemie. Im Jahr 2022 wurde es wegen der Corona-Pandemie und des Kriegsbeginn in der Ukraine ebenfalls abgesagt.
Bayerischer Nordgautag
Im Jahr 2024 wurde der Nordgautag in Grafenwöhr abgehalten. Dieses alle zwei Jahre stattfindende Kulturfest der Oberpfälzer, der Bayerische Nordgautag, wechselt seinen Veranstaltungsort regelmäßig und widmet sich der Förderung regionaler Kultur und Heimatpflege. In Grafenwöhr fand der Nordgautag unter dem Motto „Oberpfalz trifft Amerika – Heimat auf Zeit“ statt.

### Parks
- Stadtpark

### Natur
- Naturerlebnispfad Bierlohe
- Naturbühne am Schönberg

## Verkehr

### Straßenverkehr
Grafenwöhr liegt an der
- Bundesstraße  (Nord-Süd-Richtung) von Waldsassen – Mitterteich – Erbendorf – Grafenwöhr – Amberg – Neumarkt – Beilngries – Landshut – Altenmarkt a. d. Alz,
- der Staatsstraße St 2168 von Kemnath – Höflas (Kemnath) – Neustadt am Kulm – Speinshart – Tremmersdorf – Höfen – Eschenbach in der Oberpfalz – Thomasreuth – Runkenreuth – Großenreuth – Grafenwöhr
- der Kreisstraße NEW 16 und der NEW 22 nach Osten.[15]

#### Fernstraßen
Die nächste Anschlussstelle der Bundesautobahn  ist in Weiden-West (Nr. 23) oder die Anschlussstelle Weiden-Frauenricht (Nr. 24), die nächste Anschlussstelle der Bundesautobahn  ist die Anschlussstelle Pegnitz (Nr. 44).

### Flugverkehr
Grafenwöhr verfügt über einen Militärflugplatz.

Der Flughafen Nürnberg (Albrecht-Dürer-Airport Nürnberg) ist der nächste zivile Flughafen für eine nationale und internationale Anbindung im Luftverkehr.

### Eisenbahn
Die Bahnstrecke Pressath–Kirchenthumbach bediente den Ort früher im Personen- und Güterverkehr, dient heute aber zusammen mit der Strecke Grafenwöhr–Grafenwöhr Lager nur noch dem Güterverkehr des Truppenübungsplatzes. Der Streckenabschnitt zwischen Kirchenthumbach und Grafenwöhr wurde inzwischen abgebaut.

## Wirtschaft und Infrastruktur

### Solarpark Hütten
Im Stadtteil Hütten steht die größte Freiflächensolaranlage der Oberpfalz mit einer Spitzenleistung von 15,7 Megawatt. Sie erstreckt sich über 35 Hektar.

### Ansässige Unternehmen

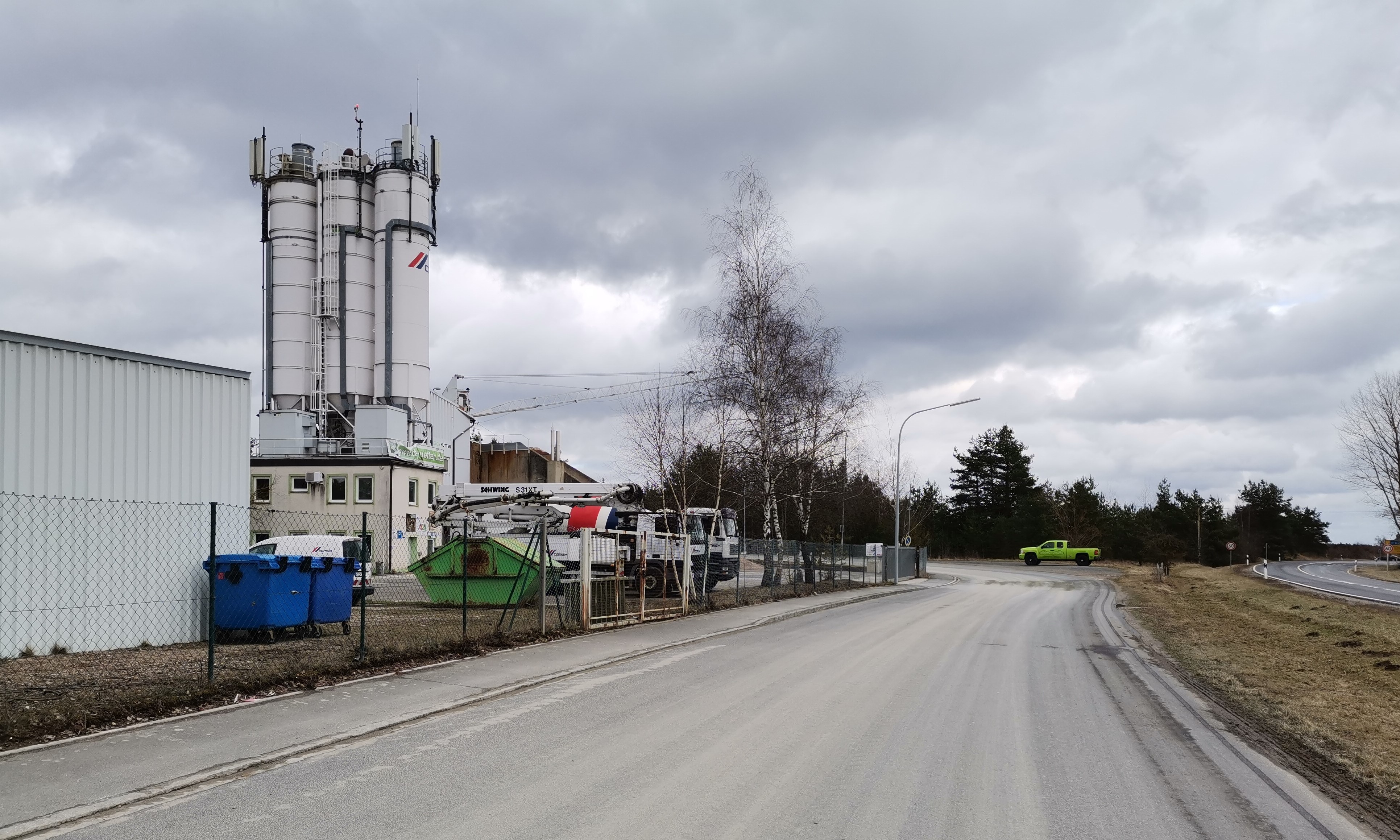
Betrieb im Ortsteil Hütten

Der Truppenübungsplatz ist ein wichtiger Wirtschaftsfaktor der Region und bietet mehr als 3600 Personen einen Arbeitsplatz. Neben dem Truppenübungsplatz gibt es außerdem Gewerbe in den Bereichen Maschinenbau, Fahrzeugindustrie, Handwerksbetriebe, Gesundheitswesen, Dienstleistungen und Einzelhandel.
- Im Gründerzentrum Grafenwöhr-Eschenbach-Pressath werden Existenzgründer beraten.
- Naturheld GmbH im Industriegebiet Hütten, einem Unternehmen der JRS-Gruppe aus Rosenberg, vorher der Ziegler Group aus Plößberg
- Zechmayer GmbH[17] Werkzeug- und Formenbau sowie Zechmayer Kunststofftechnik GmbH im Industriegebiet Hütten.
- H. Gugel GmbH, Großmetzgerei

### Öffentliche Einrichtungen
- Stadthalle
- Waldbad
- Bars
- Gaststätten
- Fun-Park
- Indoor-Spielplatz „MegaPlay“
- Sportheim

### Rundfunk
- AFN THE EAGLE auf UKW
- Oberpfalz TV (Regionalfernsehen)
- Radio Ramasuri (Regional)
- Radio Galaxy (Regional, Jugendsender)

### Zeitung und Magazine

#### Deutschsprachige Zeitungen und Magazine
- Stadtanzeiger (monatlich)
- VierStädtedreieck Magazin (monatlich)
- Der Neue Tag (Tageszeitung)
- OWZ (Anzeigenblatt)
- Rundschau (Anzeigenblatt)
- grafenwoehr.com Newspaper (bis Ende Dezember 2010)
- grafenwoehr-news.com Newspaper (bis Ende Dezember 2012)

#### Englischsprachige Zeitungen und Magazine
- grafenwoehr.com Newspaper (bis Ende Dezember 2010)
- grafenwoehr-news.com Newspaper (bis Ende Dezember 2012)
- Stars and Stripes
- Bavarian News (bis Ende Oktober 2012)
- Bavarian Times Magazin (seit 2013)
- MWR-Magazine

### Bildung
- Drei Kindergärten
- Schulvorbereitende Einrichtung
- Volksschule
- St.-Michaels-Werk e. V. Berufsschule zur individuellen Lernförderung
- Kaufmännisches Schulungszentrum

## Persönlichkeiten
- Dominikus Lindner (1889–1974), Geistlicher und Kirchenrechtler
- Hans Severin (1920–2008), Hochschul-Professor für Hochfrequenztechnik
- Hermann Kirchhoff (1926–2012), Religionspädagoge und Hochschullehrer, war nach seiner Emeritierung Seelsorger in Grafenwöhr
- Elvis Presley (1935–1977) war ab dem 3. November 1958 zum Militärdienst auf dem Truppenübungsplatz Grafenwöhr[18]
- Reinhard Pappenberger (* 1958), Weihbischof der Diözese Regensburg und Titularbischof von Aptuca (Tunesien)
- Michaela Specht (* 1997), Fußballspielerin